# نشميات من البادية (مسلسل)
نشميات من البادية- مسلسل دراما أردني، تم عرضه عام 2022م، من تأليف: نورا الدعجة، ومن إخراج: علاء ربايعة، وحمزة التاجي.

## طاقم العمل
شارك في المسلسل الأردني"نشميات من البادية" مجموعة من الممثلين والممثلات، نذكر منهم:
- محمد العبادي.
- داوود جلاجل.
- عبد الكريم قواسمي.
- جولييت عواد.
- عبير عيسى.
- هشام هنيدي.
- أنور خليل.
- إبراهيم أبو الخير.
- محمد الضمور.
- شاكر جابر.
- علاء الجمل.
- علي الجراح.
- وليد الجيزاوي.
- أحمد دهشان.
- محمد أبو سليم.
- منيب القضاة.
- أحمد أبو سبيتان.
- عبدالله المجالي.
- مروان عايش.
- عمر الضمور.
- قيس البناء.
- تالا الحلو